# Аргозелу
Аргозелу (порт. Argozelo)  —  населённый пункт и район в Португалии,  входит в округ Браганса. Является составной частью муниципалитета  Вимиозу. По старому административному делению входил в провинцию Траз-уж-Монтиш и Алту-Дору. Входит в экономико-статистический  субрегион Алту-Траз-уш-Монтеш, который входит в Северный регион. Население составляет 809 человек на 2001 год. Занимает площадь 29,55 км².
Покровителем района считается Апостол Варфоломей (порт. São Bartolomeu). 